# Makararaja chindwinensis
A Makararaja chindwinensis a porcos halak (Chondrichthyes) osztályának sasrájaalakúak (Myliobatiformes) rendjébe, ezen belül a tüskésrájafélék (Dasyatidae) családjába tartozó faj.
Nemének az egyetlen faja.

## Előfordulása
A Makararaja chindwinensis előfordulási területe kizárólag az ázsiai Mianmarban található. Az Iravádi folyó egyik mellékfolyójában a Chindwin-ben találták meg.

## Életmódja
Trópusi porcoshal-faj, amely a folyók fenekén leselkedik zsákmányára. Az emberre nézve ártalmatlan.